# Musique baroque

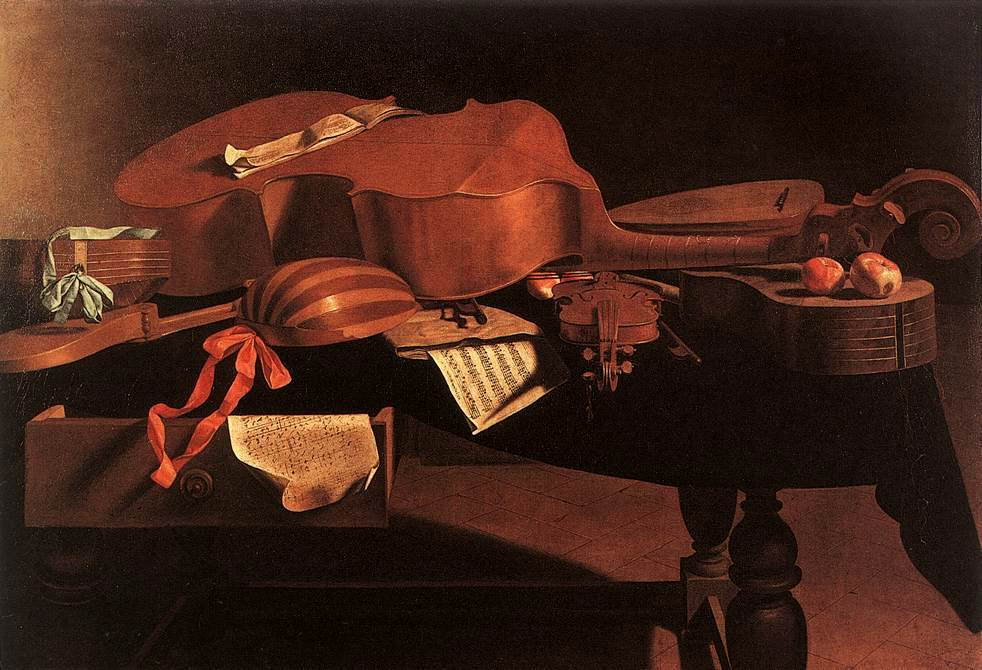
Instruments de musique baroque sur une table par Baschenis (Collection : Musées royaux des beaux-arts de Belgique)

La musique baroque est une période qui apparaît avec le baroque au xviie siècle et évolue jusqu'à la fin du siècle suivant. Divisée en plusieurs périodes, la musique baroque recouvre différents genres musicaux, depuis la musique instrumentale jusqu'à l'opéra, qui est à l'origine de ce dernier. La musique baroque s'étend géographiquement sur une bonne partie de l'Europe de l'ouest, dont les principaux pays représentants sont la France et l'Italie, et trouve un écho remarquable dans les pays germaniques. Des figures majeures de la musique baroque font aujourd'hui partie des compositeurs de premier plan au sein de la musique savante, tels que Jean-Sébastien Bach, Georg Friedrich Haendel, Marc-Antoine Charpentier, Jean-Philippe Rameau, Jean-Baptiste Lully, Antonio Vivaldi, Domenico Scarlatti, Heinrich Schütz et Georg Philipp Telemann.
La musique baroque se caractérise par l'enrichissement de l'harmonie et l'apport d'une basse continue avec en parallèle le développement des effets vocaux au sein des œuvres. Certains genres ont la part belle durant cette période et connaissent une profusion d'ouvrages qui leur sont consacrés, à l'instar de la cantate, de la fugue, ainsi que la musique sacrée, qui y subit un grand bouleversement. Par ailleurs, plusieurs instruments de musique sont typiquement associés à cette période et participent à l'évolution du genre au cours de son histoire, tels que le clavecin ou la viole de gambe. La musique baroque connaît un regain d'intérêt et est l'objet d'une véritable redécouverte au cours du XXe siècle, impliquant notamment un nouveau champ de la recherche musicologique : l'interprétation historiquement informée.

## Baroque

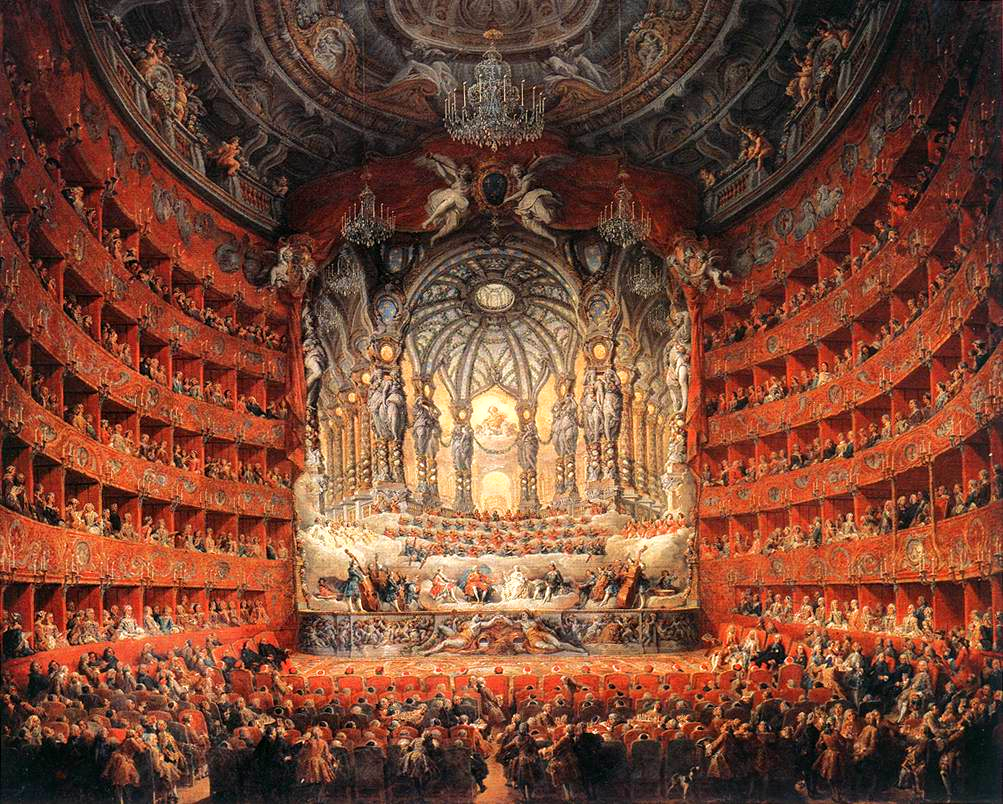
Teatro Argentina.

Le baroque couvre une grande période dans l’histoire de la musique et de l'opéra. Il s’étend du début du XVIIe siècle jusqu'au milieu du XVIIIe siècle, de façon plus ou moins uniforme selon les pays. De façon nécessairement schématique, l’esthétique et l’inspiration baroques succèdent à celles de la Renaissance, apogée du contrepoint et de la polymélodie, et précèdent celles du classicisme, naissance d'éléments discursifs et rationnels, comme la phrase musicale ponctuée comme dans l'architecture. Les « figures » baroques sont soutenues par une basse continue très stable. Nous pouvons dire que nous sommes à la jonction entre contrepoint et harmonie.
Le mot « baroque » vient vraisemblablement du portugais barroco qui désigne des perles de forme irrégulière. Il fut choisi pour qualifier, au début de façon péjorative, l’architecture baroque venue d’Italie. Le mot n'a été utilisé pour parler de la musique de cette époque qu'à partir des années 1950 (en 1951, création de « L'Ensemble Baroque de Paris » par le claveciniste français Robert Veyron-Lacroix). Toute connotation péjorative a disparu depuis lors, et le terme tend davantage maintenant à désigner la période de composition que le caractère de l’œuvre.

## Temps et lieux de la musique baroque
L’ère de la musique baroque débute symboliquement en Italie avec l'opéra de Claudio Monteverdi (1567-1643), L'Orfeo (1607), et se termine avec les contemporains de Jean-Sébastien Bach, de Georg Friedrich Haendel et d'Antonio Vivaldi. Jean-Philippe Rameau (1683-1764) et Georg Philipp Telemann (1681-1767), du fait de leur longévité, composent leurs dernières œuvres dans les années 1760 mais, bien avant cette décennie, les compositeurs plus jeunes se sont tournés vers un nouveau style.

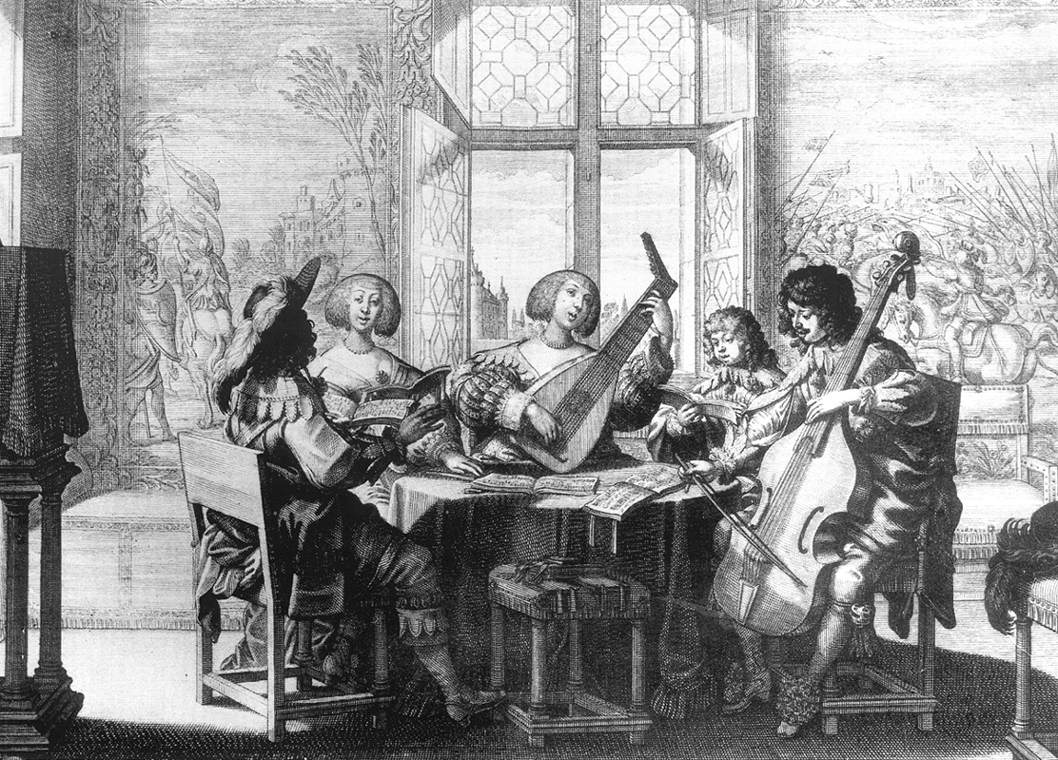
Groupe de musiciens. Les Cinq Sens : L’Ouïe, Eau-forte d'Abraham Bosse vers 1638.

Le baroque ancien est la première partie de la période dite baroque. En réaction contre les polyphonies vocales renaissantes, dans lesquelles le texte finissait par être noyé (madrigaux par exemple), on situe entre 1600 et 1650 le retour à la prédominance d'une mélodie, dans le domaine vocal porteuse de texte, et concomitante avec une Renaissance poétique. Un des premiers événements est la naissance de l'opéra avec l'Orfeo de Monteverdi qui renoue avec une forme de "monodie" vocale accompagnée. C'est une période très féconde dans le domaine des innovations. Citons par exemple l'invention de l'air  monodique (mélodie très privilégiée, juste soutenue par quelques accords) ou encore de la basse continue (parallèlement à la première invention, importance accrue de la basse harmonique qui devient un second pilier de la composition et l'un des piliers de l'ère baroque).
Au cours de la période baroque, la musique instrumentale s’émancipe et naît véritablement : elle ne se contente plus d’accompagner ou de compléter une polyphonie essentiellement vocale ; si elle emprunte encore, au début du XVIIe siècle, ses formes à la musique vocale, elle ne tarde pas à élaborer ses propres structures, adaptées à leurs possibilités techniques et expressives.
Les deux pôles de la musique baroque sont l’Italie et la France, dont les styles sont fortement opposés malgré des influences réciproques. Cette opposition était telle que beaucoup de musiciens de l’une des écoles allaient jusqu’à refuser de jouer des œuvres provenant de l’autre. Le style italien se diffusa largement hors d’Italie. La France est sans doute le pays qui résista le plus à cette domination, sous l’influence de Jean-Baptiste Lully (Italien naturalisé français), ceci jusqu’à la Querelle des Bouffons, au milieu du XVIIIe. Par ailleurs, la France a suivi avec retard le mouvement européen d’évolution de la musique vers le style dit « classique » illustré notamment par Haydn et Mozart.
D’autres foyers existent et participent au mouvement en y apportant leurs spécificités : les Pays-Bas et l’Allemagne du Nord (le stylus fantasticus, le choral), l’Angleterre (l’art de la variation), un peu l’Espagne, où l'influence africaine apporte deux éléments rythmiques, la syncope et le contretemps. Une synthèse apparaît dans la musique allemande, qui emprunte à ces différents courants et culmine dans l’œuvre de Jean-Sébastien Bach. Elle existe aussi, de façon beaucoup moins accomplie, chez quelques autres dont Johann Jakob Froberger (musicien « européen » par excellence), Georg Muffat, Savoyard devenu Autrichien après avoir étudié en France et en Italie, François Couperin (les Goûts Réunis). Quant à Georg Friedrich Haendel, son œuvre relève plus de l’assimilation personnelle de chaque style que d’une véritable synthèse : il sait composer comme un Allemand du Nord, comme un Italien, comme un Français, et crée même le nouveau genre de l’oratorio en anglais.

## Caractères de la musique baroque
Le style baroque se caractérise notamment par la grande importance du contrepoint puis par une harmonie qui s’enrichit progressivement, par une expressivité grandement accrue, par l’importance donnée aux ornements, par la division fréquente de l’orchestre avec basse continue, qui est nommé ripieno, par un groupe de solistes qui est le concertino et par la technique de la basse continue chiffrée comme accompagnement de sonates. C’est un style savant et sophistiqué.
La représentation des mots est une priorité : textes et mélodies sont alors confiés à une voix principale, ce qui individualise la musique, et de nombreux effets vocaux et instrumentaux permettent de frapper l'imagination en figurant toute une gamme de sentiments exacerbés,. 

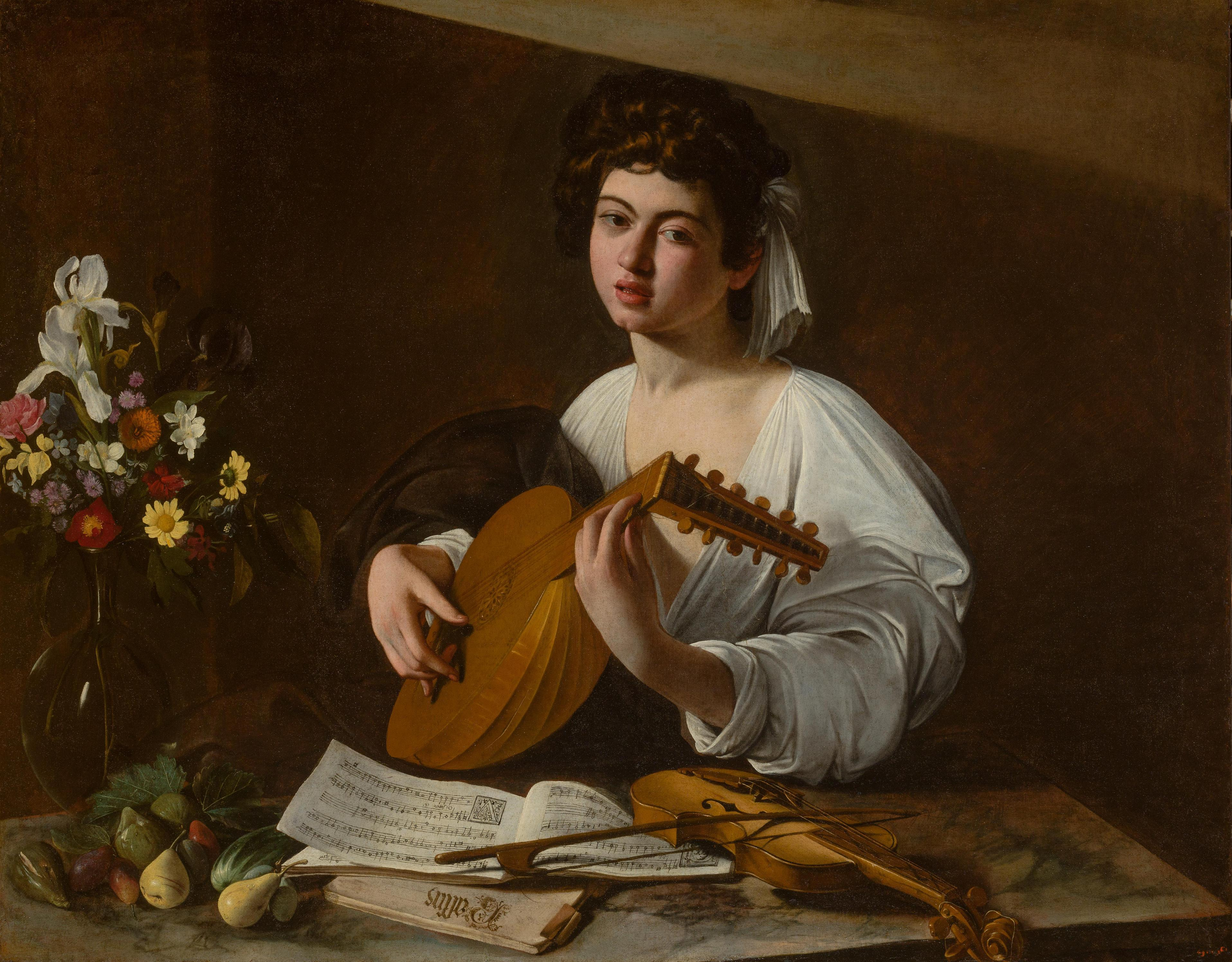
Le luth jouit d’une grande vogue au XVIIe siècle. Le Joueur de luth, du Caravage (1595).

Le style baroque exprime aussi beaucoup de contrastes : les oppositions notes tenues/notes courtes, graves/aiguës, sombres/claires (un accord majeur à la fin d’une pièce mineure)... ou encore l’apparition du concerto (de l’italien concertar, « dialoguer ») qui met en opposition un soliste au reste de l’orchestre (le tutti), l’opposition entre pièces d’invention (prélude, toccata, fantaisie) et pièces construites (fugue) ne sont que des exemples.
Le classicisme, plus tard, aura pour ambition de « revenir à la nature ». La confrontation de ces deux idéaux trouve une de ses illustrations les plus célèbres dans la véhémente « Querelle des Bouffons » qui confronte, en France entre 1752 et 1754 la tragédie lyrique à la française et l’opéra-bouffe italien (Rameau contre Rousseau).
De nombreuses formes musicales sont créées pendant cette période d’un siècle et demi : certaines y atteignent leur apogée (par exemple : la suite, le concerto grosso…) pour ensuite tomber dans l’oubli, d’autres connaîtront une fortune qui durera bien au-delà de la fin du baroque : l’opéra, la sonate (qui engendrera la symphonie), le concerto de soliste.
La période baroque est aussi un moment important pour ce qui concerne l’élaboration de la théorie musicale. On y passe progressivement des tonalités de la polyphonie (tons ecclésiastiques du plain-chant) à la gamme tempérée et aux deux modes majeur et mineur légués à la période classique. On aura entretemps inventé et expérimenté de nombreux tempéraments et posé les bases de l’harmonie classique. Des instruments s’effacent, d’autres apparaissent ou prennent leur forme définitive, pendant que la facture fait de nombreux progrès et que les techniques d’exécution se stabilisent et se codifient. Il s’agit donc, à tous égards d’une période très féconde.

## Redécouverte des œuvres baroques

### Interprétation de la fin duXVIIIesiècleet duXIXesiècle
Beaucoup d’œuvres de cette époque, notamment les plus marquées par le contrepoint, ont connu une longue éclipse de la fin du XVIIIe siècle jusqu’au milieu du XXe siècle. L'œuvre de Haendel a survécu en Grande-Bretagne après sa mort, principalement à travers son œuvre la plus célèbre, Le Messie, grâce aux concerts de son assistant Christopher Smith, les éditions disponibles, et surtout le soutien de Georges III lors des commémorations tenues à Westminster Abbey en 1784. Le Messie de Haendel commencera à se répandre en Allemagne du Nord. À Vienne, le baron Van Swieten, admirateur de Bach et Haendel, commandera des arrangements, entre autres du Messie à Mozart pour être donnés en concert. Ce dernier arrangera aussi des œuvres de Bach. Bach a été quasiment oublié de sa mort (1750) jusqu’en 1829, qui voit le retour (initié par Félix Mendelssohn) de la Passion selon saint Matthieu dans le répertoire, après un siècle de délaissement. À la suite de cet événement, l’intérêt s’accroît pour les musiques du passé qui semblaient devoir ne jamais revenir au répertoire. Cependant, certains musicologues se lancent dans la compilation et l’édition critique des œuvres de grands compositeurs tels Bach, Haendel, Charpentier, Rameau, Couperin… Les instruments ont évolué, et certains ont disparu ; le clavecin ressuscité au début du XXe siècle sous l’impulsion notoire de Wanda Landowska ne ressemble plus guère à celui des grands facteurs parisiens du XVIIIe siècle ; les violes ont cédé la place depuis longtemps. Au sein de la Schola Cantorum, Vincent d'Indy fit œuvre de restaurateur de la musique ancienne et baroque, de Palestrina, Bach, Monteverdi à Gluck, Corelli, Destouches. Les « Concerts historiques » de la Schola Cantorum (qui attiraient l'élite artistique de Paris, de Léon Bloy à Debussy) révélèrent quantité d'œuvres anciennes que l'on ne jouait plus. C'est dans ce contexte que Wanda Landowska tint une classe de clavecin rue Saint-Jacques.

### Avant 1950
Le XXe siècle baroque commence en 1904, lorsque Albert Schweitzer fait paraître un livre intitulé « J.S. Bach, le musicien-poète ». S'ouvre alors une ère nouvelle, où la musique baroque n'est plus seulement étudiée dans son architecture certes géniale, mais aussi dans la beauté de la ligne, la vérité du dessin, et dans tout ce qu'elle est capable d'émouvoir. C'est d'ailleurs en étudiant J.-S. Bach que le nom de Vivaldi apparaîtra, par transcription de concertos interposés. Malgré les travaux de recherche et de compréhension de tout le patrimoine musical de l'Europe baroque entrepris par nombre de musicologues, notamment les Français André Pirro et Marc Pincherle ou l'Italien Fausto Torrefranca, la diffusion de cette musique restera finalement assez confidentielle jusqu'en 1945.
Parallèlement, en ce début de XXe siècle, quelques musiciens passionnés s’efforcent de retrouver les principes d'interprétations ayant eu cours à l'époque baroque. Sous l’impulsion des facteurs d’instruments qui tentent de leur fabriquer des copies d’anciens, ces musiciens étudient les traités relatifs à l’exécution laissés par les théoriciens, de façon très dispersée en général.
Cette avant-garde est inaugurée d’abord en Grande-Bretagne par le violoniste et facteur d’instruments français Arnold Dolmetsch (1858-1940), en France par Henri Casadesus (viole d'amour) et Édouard Nanny (contrebasse), qui en 1901 sont les cocréateurs de la « Société de concerts des Instruments anciens », sous la présidence du compositeur Camille Saint-Saëns, qui a pour objectif de faire revivre la musique des XVIIe et XVIIIe siècles en utilisant parfois des instruments d’époque.
En Allemagne, le violoncelliste Christian Döbereiner (1874-1961), s’occupait de remettre à l’honneur les violes. Il fonda en 1905 la Vereinigung für Alte Musik. Le mouvement des « violistes » des années 1920 constitua une forme de protestation contre l’« establishment » artistique musical.
À partir de 1927, en Allemagne, le musicien August Wenzinger (qui après la Seconde Guerre mondiale dirigerait la célèbre Schola Cantorum Basiliensis), expérimentait le jeu avec un nouveau diapason (la = 415 Hz, soit un demi-ton plus bas que le 440 Hz), sous le patronat de l’industriel et violoniste amateur Hans Hoesch.
La première moitié du siècle voit aussi l'exhumation de certaines œuvres, tels quelques opéras de Haendel, qui n'avaient pas été interprétées depuis plus de 150 ans. En complète ignorance des règles de l'opera seria, les rôles autrefois dévolus aux castrats - d'ailleurs disparus entretemps - sont retranscrits pour des voix plus masculines, donc considérées comme plus réalistes pour les héros de la mythologie ou de l'histoire, au prix d'une véritable "falsification" des partitions du passé.

### Depuis 1950
En 1953 – juste à l'arrivée du disque microsillon –, la fondation du label Erato en France donne véritablement le coup d'envoi à la découverte du répertoire baroque. Avec Jean-François Paillard et des musiciens aussi prestigieux que Maurice André, Jean-Pierre Rampal, Marie-Claire Alain ou Pierre Pierlot, les Français découvrent, le microsillon aidant, les œuvres du répertoire baroque : ces musiciens, à qui l'on doit souvent les premiers enregistrements de la majeure partie des œuvres de Telemann, Haendel ou Vivaldi, parcourent la planète entière et imposent une nouvelle façon de jouer. Leur style est basé sur l'ensemble des écrits disponibles renseignant sur la façon d'interpréter le répertoire baroque ; mais ces musiciens ne souhaitent pas revenir aux instruments anciens. La firme sera la première à se spécialiser dans ce répertoire. En dix ans, son succès gagnera tous les continents. On doit aussi à Antoine Geoffroy-Dechaume, organiste et musicologue, d'avoir rassemblé dans un livre référence, Les Secrets de la musique ancienne, recherches sur l'interprétation, les recherches musicologiques de l'époque sur l'interprétation baroque.
Les autres pays européens participent aussi à la résurgence du répertoire baroque : on doit citer l'Allemand Karl Richter, dont les interprétations de la musique religieuse de Bach ont une audience internationale immense, ou des ensembles tels I Musici en Italie ou l'English Chamber Orchestra en Angleterre.
Au début des années 1970, la diffusion des œuvres baroques atteint son apogée : en France, la vente des disques consacrés à la période baroque a dépassé les 30 % des ventes totales des disques classiques entre la fin des années 1960 et le début des années 1980.
Au cours des années 1970, Gustav Leonhardt, Nikolaus Harnoncourt, et des chefs et interprètes tels que Jean-Claude Malgoire, John Eliot Gardiner ou Sigiswald Kuijken, Trevor Pinnock, James Bowman ou Reinhard Goebel remettent en cause le « mouvement », en introduisant des instruments anciens, modifiant le diapason, remplaçant les femmes par des enfants dans les chœurs pour partir à la recherche du son perdu. À l’époque, ce mouvement est le plus souvent raillé par les musiciens « établis ». L’enregistrement intégral des cantates sacrées de Jean-Sébastien Bach entrepris conjointement par Nikolaus Harnoncourt et Gustav Leonhardt en 1971 devient le cheval de bataille de ceux que la critique ne tarde pas à surnommer, avec un certain mépris « les baroqueux » ou les « baroquisants ». Instruments anciens, chœurs et solistes garçons, airs d’alto confiés à un homme. Beaucoup s’insurgent et crient au scandale, voire sont choqués, comme Antoine Goléa « piquant une de ses pyramidales colères après audition d’un enregistrement d’Alfred Deller : « Cet homme qui chante avec une voix de femme, c’est... c’est... c’est... enfin, vous voyez ce que je veux dire ! ».
Les années 1980 voient peu à peu s’imposer les interprètes évoqués et naître de nouveaux talents comme : William Christie, Philippe Herreweghe, René Jacobs, Gérard Lesne, Jordi Savall, Ton Koopman, Christophe Coin… Dans les années 1990, le mouvement de la musique ancienne est bien ancré dans la pratique musicale grâce à une nouvelle génération, au moins en Europe. Il est représenté notamment par Marc Minkowski, Hervé Niquet, Christophe Rousset, Hélène Clerc-Murgier, Hugo Reyne, Philippe Jaroussky, Martin Gester et beaucoup d’autres.
On parle alors d'« interprétation baroque », lorsque le chef d’orchestre décide de jouer une œuvre avec les instruments de l’époque, les rythmes dits de l’époque (plus rapides) et les diapasons supposés de l’époque.
Le diapason utilisé était en effet variable en fonction des lieux, souvent déterminé par la longueur des tuyaux de l'orgue de l'église, eux-mêmes fonction de la richesse de la paroisse et du budget qu'elle pouvait consacrer à la fabrication de l'instrument. Le diapason, c'est-à-dire la valeur du « la » de référence pourra varier au-dessus ou en dessous du « la 440 Hz » de l'accord romantique.
Depuis l'an 2000, un certain consensus se retrouve aujourd'hui dans l'interprétation des pages baroques. Les musiciens « modernes » ont pris en compte la clarté du discours imposé par les « baroqueux », et les dits « baroqueux » sont revenus sur certains points ayant divisé la critique : par exemple, les voix d'enfants ont à peu près disparu des enregistrements des œuvres vocales religieuses. Par ailleurs, dans la plupart des conservatoires et écoles de musique du monde, la pratique des instruments anciens est aujourd'hui proposée, mais elle reste encore relativement marginale.

#### Festivals de musique baroque
De nombreux festivals de musique, en Europe notamment, se consacrent à la découverte de ce répertoire. Les plus célèbres sont celui d'Utrecht (Festival OudeMuziek), d'Innsbruck (Festival d'opéra baroque), de York ou encore le Festival Bach de Leipzig. En 2011 se déroule pour la première fois à Venise le Festival Monteverdi Vivaldi, organisé par le Venetian Centre for Baroque Music,.
En France, les festivals d'Ambronay, d'Arques-la-Bataille, de Beaune, de La Chaise-Dieu, de Conques, de Lanvellec, de Paris, de Pontoise, de Sablé-sur-Sarthe, et le Festival Sinfonia en Périgord, sont les plus connus.
En Amérique du Nord, on compte d'importants festivals de musique baroque aux États-Unis comme à Boston, à Indianapolis ou à Carmel, ainsi qu'au Canada avec le Festival international de musique baroque de Lamèque au Nouveau-Brunswick,, le Festival Montréal Baroque au Québec, et le Festival de Musique Ancienne de Vancouver.

## Les genres

### Musique instrumentale

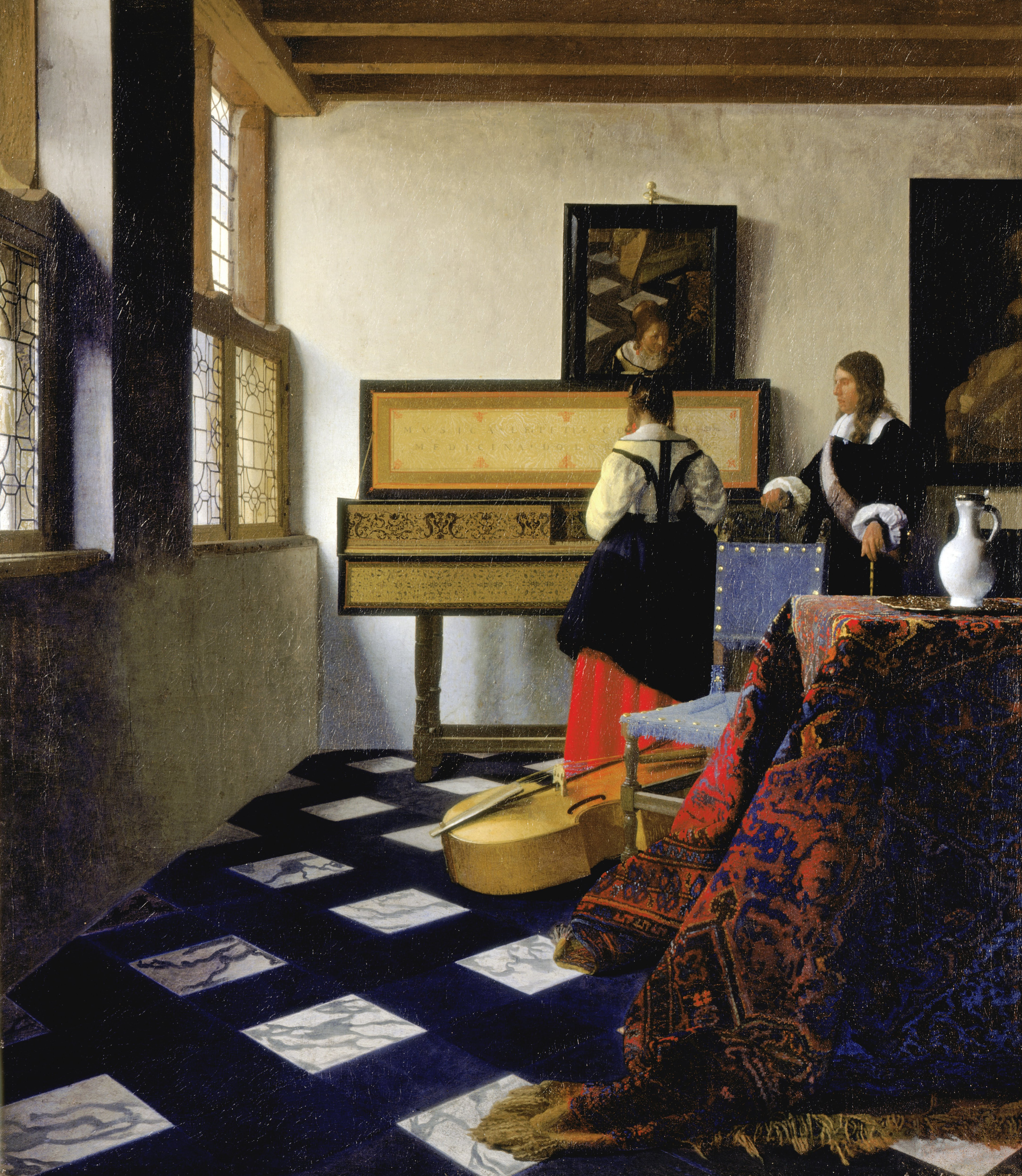
La leçon de musique par Johannes Vermeer (vers 1664).

- le concerto grosso
- le concerto
- la toccata
- la fugue
- la messe pour orgue
- le prélude de choral
- la sinfonia
- la sonate en trio
- la sonate
- la sonata da camera
- la sonata da chiesa
- la suite de danses
- le tombeau

### Musique lyrique
- la cantate profane
- l’opéra (opéra baroque)
- l‘opera seria
- l‘opera buffa
- l'oratorio profane
- l’intermezzo
- la tragédie lyrique
- l’opéra-ballet
- l‘opéra-comique
- le masque
- le semi-opéra
- la ballad opera
- la zarzuela
- le Singspiel

### Musique religieuse
- le choral
- l'antienne
- la cantate sacrée
- le grand motet
- le motet
- la messe
- l'oratorio sacré
- la passion
- le Requiem
- le Stabat Mater
- le Te Deum.

## Les instruments spécifiques

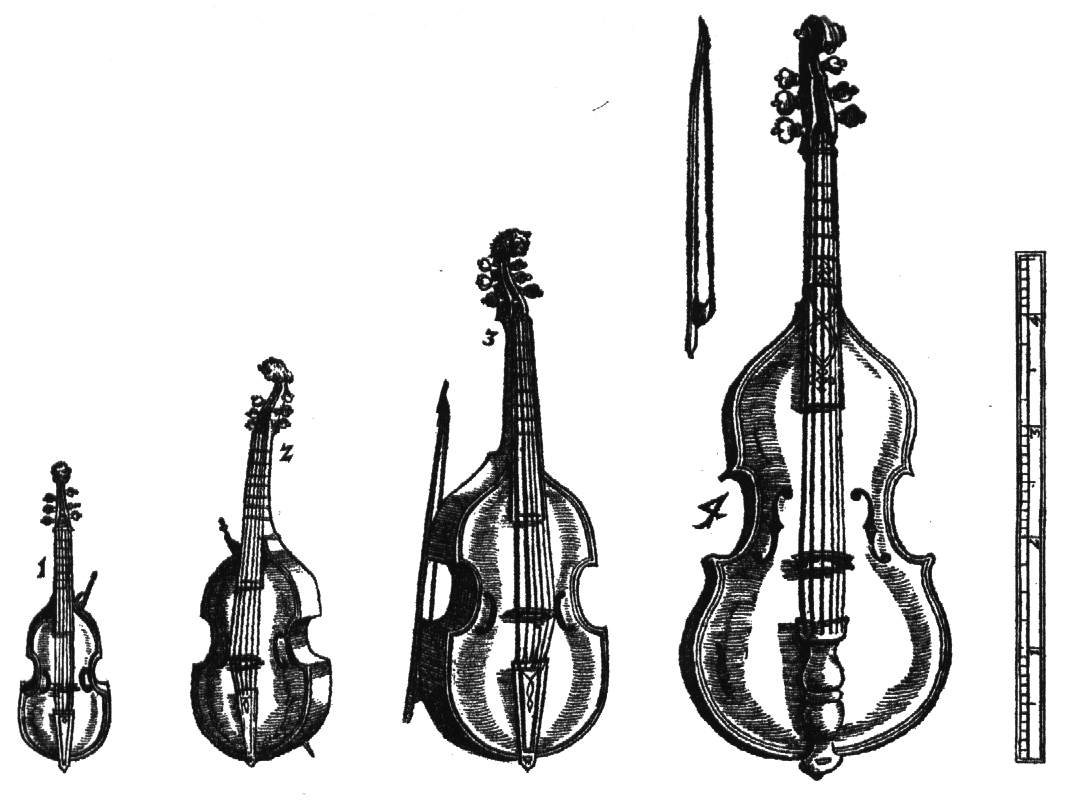
La famille des violes de gambe.

Quelques instruments sont spécifiquement liés à cette époque où ils atteignent leur apogée (de la facture comme de la littérature) avant de connaître le déclin voire l’oubli complet du milieu du XVIIIe siècle jusqu'au début du XXe siècle ou plus tard. La tradition de facture s’étant perdue entre-temps a pu être restituée, au moins partiellement par l’analyse des instruments anciens qui subsistent, et l’étude des traités lorsqu'ils existent.
- la flûte à bec et le cornet à bouquin.
- les clavecins.
- le luth et le théorbe.
- l’orgue qui est resté au XIXe siècle l’instrument privilégié de la liturgie, mais n’intéresse plus guère les grands compositeurs jusqu’à César Franck. La facture de l’orgue à transmission mécanique atteint son apogée, en France et dans les pays germaniques pendant les XVIIe et XVIIIe siècles.
- les violes de gambe qui ont connu leurs heures de gloire pendant trois siècles, de 1480 à 1780.

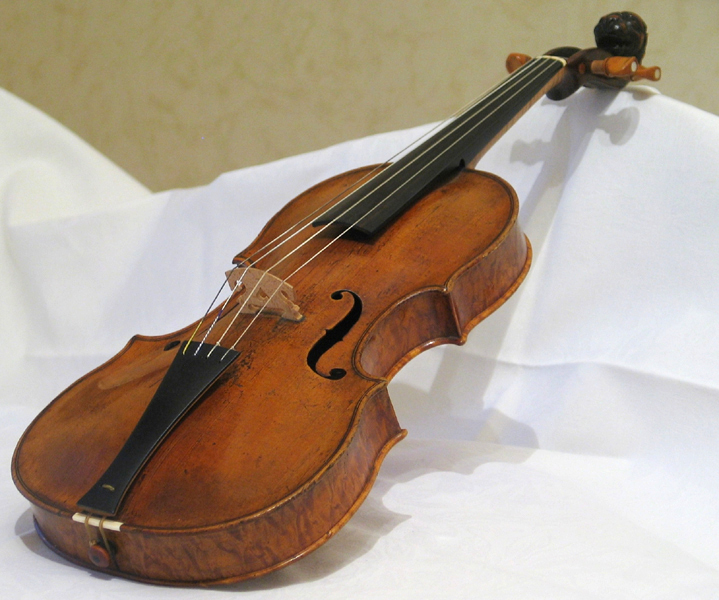
Violon Stainer de 1658, de montage baroque.

- le violon baroque, qui subit des changements de caractère esthétique, organologique et sonore au cours de la période classique.

## Quelques compositeurs importants

### Principaux compositeurs des débuts de la période baroque
- Gregorio Allegri
- John Bull
- William Byrd
- Girolamo Frescobaldi
- Giacomo Carissimi
- Francesco Cavalli
- John Dowland
- Henry Du Mont
- Michel Lambert
- Johann Jakob Froberger
- Carlo Gesualdo
- Tobias Hume
- William Lawes
- Claudio Monteverdi
- Henry Purcell
- Luigi Rossi
- Samuel Scheidt
- Heinrich Schütz
- Johann Hermann Schein

### Compositeurs plus tardifs
- Jean-Sébastien Bach
- Georg Friedrich Haendel
- Élisabeth Jacquet de La Guerre
- Marin Marais
- Josef Mysliveček
- Jean-Baptiste Pergolèse
- Jean-Philippe Rameau
- François Couperin
- Louis-Nicolas Clérambault
- Domenico Scarlatti
- Antonio Vivaldi
- Jean-Baptiste Lully

## Quelques œuvres marquantes
- 1607-1642 : Claudio Monteverdi : L'Orfeo, L'incoronazione di Poppea, 8 livres de madrigaux
- 1619 : Heinrich Schütz : Psalmen Davids
- 1635 : Girolamo Frescobaldi : Fiori musicali
- 1670-1704 : Marc-Antoine Charpentier : 4 Te Deum, 12 messes, 8 Magnificat, 34 Oratorios, Leçons de Ténèbres (plus de 50 pièces), Médée, David et Jonathas
- 1670-1686 : Jean-Baptiste Lully : Le Bourgeois gentilhomme, Atys, Phaëton, Armide, Te Deum
- 1678 : Heinrich Biber : Sonates du Rosaire
- 1680 : Dietrich Buxtehude : Membra Jesu nostri
- 1680-1721 : Michel-Richard de Lalande : Grands motets
- 1689-1691 : Henry Purcell : Dido and Æneas, King Arthur
- 1697 : André Campra : L'Europe galante
- 1697 (ca) : Jean Gilles : Requiem
- 1706-1750 : Sylvius Leopold Weiss : 600 œuvres pour luth
- 1707-1749 : Georg Friedrich Haendel : Messie, Royal fireworks music, Dixit Dominus, Alcina, Giulio Cesare in Egitto
- 1710 : Henry Desmarest : Messe à 2 chœurs et 2 orchestres
- 1712-1727 : Antonio Vivaldi : Les Quatre Saisons, Orlando furioso, Stabat Mater
- 1713 : Arcangelo Corelli : 12 Concertos Grossos Opus 6, dont le no 8 « Fait pour la nuit de Noël »
- 1714 : François Couperin : Concerts royaux, l'œuvre pour clavecin
- 1722 : Tomaso Albinoni : 12 Concertos, opus 9 pour violon ou hautbois ou 2 hautbois
- 1722-1750 : Jean-Sébastien Bach : Le Clavier bien tempéré, Variations Goldberg, Passion selon saint Matthieu, Messe en si mineur, 6 Concertos brandebourgeois, 4 Suites pour orchestre, L'Offrande musicale, L'Art de la fugue, Concertos pour clavecin
- 1723 : Marin Marais : l’œuvre pour viole, Alcyone, Sonnerie de Sainte-Geneviève du Mont de Paris
- 1723-1767 : Jean-Marie Leclair : l'oeuvre instrumentale, Scylla et Glaucus
- 1733 : Domenico Scarlatti : l'œuvre pour clavecin
- 1733-1763 : Jean-Philippe Rameau : l'oeuvre pour clavecin, les pièces de clavecin en concert,  Hippolyte et Aricie, Les Indes galantes, Castor et Pollux, Platée, Les Boréades, 4 grands motets
- 1734-1753 : Joseph Cassanéa de Mondonville, 17 grands motets, 8 sont perdus
- 1736 : Jean-Baptiste Pergolèse : Stabat Mater